# Bohas-Meyriat-Rignat
Bohas-Meyriat-Rignat település Franciaországban, Ain megyében. Lakosainak száma 951 fő (2022. január 1.). Bohas-Meyriat-Rignat Hautecourt-Romanèche, Journans, Neuville-sur-Ain, Poncin, Ramasse, Revonnas, Saint-Martin-du-Mont és Villereversure községekkel határos.

## Népesség
A település népességének változása:
| Lakosok száma | 506  | 657  | 727  | 832  | 874  | 915  | 913  | 943  | 950  | 951  |
|               | 1975 | 1990 | 1999 | 2011 | 2013 | 2016 | 2017 | 2019 | 2020 | 2022 |